# Heterotis rupicola
Heterotis rupicola là một loài thực vật có hoa trong họ Mua. Loài này được Jacque mô tả khoa học đầu tiên.